# Cravant (Yonne)
Cravant – miejscowość i dawna gmina we Francji, w regionie Burgundia-Franche-Comté, w departamencie Yonne. W 2013 roku populacja gminy wynosiła 850 mieszkańców. 
W dniu 1 stycznia 2017 roku z połączenia dwóch ówczesnych gmin – Accolay oraz Cravant – utworzono nową gminę Deux-Rivières. Siedzibą gminy została miejscowość Cravant. 